# 坊子牟山水库干支渠水利设施
坊子牟山水库干支渠水利设施，位于山东省潍坊市坊子区九龙街道、坊安街道。是中华人民共和国山东省省级文物保护单位之一。
2013年，列入第四批山东省文物保护单位，该文物保护单位是一座近现代重要史迹及代表性建筑。